# Rock of the Westies
Rock of the Westies — десятый студийный альбом английского музыканта Элтона Джона, выпущенный в октябре 1975 года. Как и предыдущий альбом Captain Fantastic and the Brown Dirt Cowboy, он достиг первого места в американском хит-параде Billboard Top LPs & Tape. В Великобритании Rock of the Westies поднялся на пятое место в списке продаж альбомов UK Albums.

## История создания
Запись проходила в студии Caribou Ranch, расположенной на территории бывшего ранчо в Скалистых горах Колорадо. Место, в котором находилась студия, было обыграно в названии пластинки: оно являлось игрой слов, основанной на выражении «West of the Rockies» (с англ. — «К западу от Скалистых гор»). Ещё одним вариантом названия было Bottled and Brained (с англ. — «Огретый бутылкой по голове») — эта фраза встречалась в тексте песни «Street Kids».
По сравнению с предыдущей пластинкой Элтон Джон обновил состав участников группы, пригласив клавишника Джеймса Ньютона Ховарда и бас-гитариста Кенни Пассарелли, но продолжив сотрудничество с гитаристом Дэйви Джонстоуном и перкуссионистом Рэем Купером. Основными авторами песен, как и ранее, оставался дуэт Элтона Джона и Берни Топина. Во вступительном попурри «Medley (Yell Help, Wednesday Night, Ugly)» партию бэк-вокала исполняли участницы популярной группы шестидесятых LaBelle; это стало своеобразной «сменой ролей», ведь ещё до начала своей сольной карьеры в 1966 году в составе группы Bluesology Элтон Джон аккомпанировал коллективу Патти Лабель во время турне по Великобритании.
Пластинка была записана через несколько месяцев после выхода предыдущего альбома певца, концептуальной работы Captain Fantastic and the Brown Dirt Cowboy, описывающей первые годы карьеры Элтона Джона и Берни Топина. В то же время, в отличие от выпущенных ранее и всё более усложнявшихся пластинок, новая работа была сделана намеренно более простой и прямолинейной. В альбоме не было такого разнообразия стилей и концепций, а песни представляли собой максимально близкое к рок-корням звучание. Обложка пластинки также не имела ничего общего с детальными и продуманными иллюстрациями «Капитана Фантастика»; вместо них на зрителей смотрел улыбающийся Элтон Джон в неизменных очках и бейсбольной кепке.

## Выпуск альбома
Элтон Джон настаивал на том, чтобы первым синглом стала песня «Dan Dare (Pilot of the Future)», но вместо этого в качестве дебютного сингла вышла песня «Island Girl». Она стала в США настоящим хитом и достигла вершины чарта Billboard Hot 100 1 ноября 1975 года. Через неделю на первом месте хит-парада Billboard Top LPs & Tape оказался и сам альбом, оставаясь в списке лучших на протяжении 26 недель. Позднее в качестве второго сингла были выпущены песни «Grow Some Funk of Your Own» и «I Feel Like a Bullet (In the Gun of Robert Ford)»; 28 февраля 1976 года этот двойной сингл поднялся на 14-е место в песенном чарте Billboard.
В Великобритании альбом не был настолько успешен, достигнув лишь пятого места в национальном хит-параде.

## Критический приём
В рецензии на Rock of the Westies, вышедшей в журнале Rolling Stone 18 декабря 1975 года, Стивен Холден назвал Элтона Джона «самым коммерчески успешных исполнителей со времён Элвиса», а его новую пластинку — «высокоэнергетическим рок-н-роллом». По мнению Холдена, впрочем, новые песни представляли собой пародию на Rolling Stones, но в отличие от Мика Джаггера, Элтон Джон вовсе не выглядел погружённым в свой материал, а просто механистически исполнял заученные композиции. В заключение критик высказал надежду, что когда-нибудь Элтон Джон со своим соавтором Берни Топином и продюсером Гасом Дадженом выпустят по-настоящему великий альбом, сравнимый с его более ранней работой Honky Chateau.
Линдси Плейнер (AllMusic) оценила альбом на три с половиной звезды из пяти. По её мнению, одним из достоинств альбома стало разнообразие композиций, от классического рока до баллад, с небольшими вкраплениями буги-вуги, диско и танцевальной музыки. По мнению Плейнер, в отсутствие настолько же хитовых песен, как дебютный сингл «Island Girl», Rock of the Westies несколько потерялся на фоне своего предшественника Captain Fantastic and the Brown Dirt Cowboy, но зато заложил основы следующей пластинки Blue Moves, вышедшей годом позднее.

## Список композиций
Все песни написаны Элтоном Джоном и Берни Топином, за исключением отмеченных.
| №  | Название                                           | Автор(ы)                                 | Длительность |
| -- | -------------------------------------------------- | ---------------------------------------- | ------------ |
| 1. | «Medley (Yell Help/Wednesday Night/Ugly)»          |                                          | 6:15         |
| 2. | «Dan Dare (Pilot of the Future)»                   |                                          | 3:29         |
| 3. | «Island Girl»                                      |                                          | 3:42         |
| 4. | «Grow Some Funk of Your Own»                       | Элтон Джон, Берни Топин, Дэйви Джонстоун | 4:48         |
| 5. | «I Feel Like a Bullet (In the Gun of Robert Ford)» |                                          | 5:27         |
| 6. | «Street Kids»                                      |                                          | 6:25         |
| 7. | «Hard Luck Story»                                  |                                          | 5:16         |
| 8. | «Feed Me»                                          |                                          | 4:01         |
| 9. | «Billy Bones and the White Bird»                   |                                          | 4:40         |

## Участники записи
Приведены по сведениям базы данных Discogs
Музыканты:
- Элтон Джон — фортепиано (все песни, кроме 8), вокал;
- Рэй Купер — кастаньеты (песня 4), конга (песни 1, 3, 6, 7, 8), маракасы (песня 9), челюсть[англ.] (песня 1), маримба (песня 3), бубен (песни 1, 3, 5, 6, 9), бунчук (песня 4), вибрафон (песни 4, 5, 8), шейкер (песня 8), музыкальная подвеска (песня 8), ковбелл (песни 1 и 9), литавры (песня 9);
- Клайв Фрэнкс — ударные, бэк-вокал;
- Дэйви Джонстоун[англ.] — акустическая гитара (песни 4 и 5), банджо (песня 3), электрическая гитара (песни 1, 3, 4, 5, 7, 8, 9), ритм-гитара (песни 2 и 6), бэк-вокал (песни 2, 3, 4, 6, 8), слайд-гитара (песни 3 и 6);
- Джеймс Ньютон Ховард — клавесин (песня 1), струнный синтезатор ELKA Rhapsody[англ.] (песня 1), синтезатор ARP (песни 1 и 3), электрическое пианино (песни 4, 5, 7, 8, 9), клавинет Hohner (песни 1 и 2), меллотрон (песня 3), синтезатор (песни 4, 5, 9), гитара Ovation[англ.] (песня 3), гитарное соло (песня 5);
- Кенни Пассарелли[англ.] — бас-гитара, бэк-вокал (песни 2, 3, 4, 6, 7);
- Роджер Поуп — барабаны (песни 1—5, 7—9);
- Калеб Куэй[англ.] — акустическая гитара (песни 3, 4, 5), электрическая гитара (песни 1, 2, 4, 5, 7, 8, 9), ритм-гитара, бэк-вокал (песни 2, 3, 4, 6, 7, 8), ритм-гитара (песня 6), гитарное соло (песня 6);
- LaBelle — бэк-вокал (песня 1);
- Энн Орсон — бэк-вокал (песни 1, 2, 3, 6, 8, 9);
- Кики Ди — бэк-вокал (песни 2, 3, 4, 6–9);
- Клайв Фрэнкс — бэк-вокал (песня 8).

Технический персонал:
- Гас Даджен — музыкальный продюсер;
- Джефф Герсио — звукорежиссёр;
- Марк Герсио — ассистент звукорежиссёра;
- Арун Чакраверти — инженер мастеринга;
- Джон Тоблер[англ.] — автор текста для буклета;
- Терри О’Нилл — фотографии внутреннего конверта;
- Дэвид Ларкхэм — художественное оформление и графическая концепция, дизайн упаковки.

## Позиции в хит-парадах и сертификации
| Год       | Хит-парад                           | Высшая позиция | Пребывание в чарте |
| --------- | ----------------------------------- | -------------- | ------------------ |
| 1975—1976 | Австралия (Kent Music Report)       | 4              | нет данных         |
| 1975—1976 | Великобритания (UK Albums Chart)    | 5              | 12 недель          |
| 1975—1976 | Дания (Hitlisten)                   | 3              | 7 недель           |
| 1975—1976 | Испания (PROMUSICAE)                | 8              | нет данных         |
| 1975—1976 | Италия (Musica e dischi)            | 16             | 10 недель          |
| 1975—1976 | Канада (RPM Albums Chart)           | 1              | 22 недели          |
| 1975—1976 | Новая Зеландия (RMNZ)               | 4              | 12 недель          |
| 1975—1976 | Норвегия (VG-lista)                 | 6              | 16 недель          |
| 1975—1976 | США (Billboard Top LPs & Tape)      | 1              | 26 недель          |
| 1975—1976 | Финляндия (Suomen virallinen lista) | 25             | 10 недель          |
| 1975—1976 | ФРГ (Offizielle Top 100)            | 33             | 1 неделя           |
| 1975—1976 | Швеция (Sverigetopplistan)          | 6              | 7 недель           |
| 1975—1976 | Япония (Japanese Oricon LP Chart)   | 47             | нет данных         |

| Хит-парад (1975)                   | Позиция |
| ---------------------------------- | ------- |
| Австралия (Kent Music Report)      | 37      |
| Канада (RPM Year-End)              | 11      |
| Хит-парад (1976)                   | Позиция |
| Австралия (Kent Music Report)      | 52      |
| Канада (RPM Year-End)              | 31      |
| США (Billboard Top Popular Albums) | 37      |

| Регион                                                      | Сертификация | Продажи    |
| ----------------------------------------------------------- | ------------ | ---------- |
| Австралия (ARIA)                                            | Платиновый   | 50 000^    |
| Великобритания (BPI)                                        | Золотой      | 100 000^   |
| Канада (Music Canada)                                       | Платиновый   | 100 000^   |
| США (RIAA)                                                  | Платиновый   | 1 000 000^ |
| ^ Данные о тиражах приведены только на основе сертификации. |              |            |